# AntWeb
AntWeb is een website die de bekende soorten mieren documenteert. In april 2011 omvat de website meer dan 250.000 exemplaren in meer dan 14.000 bestaande taxa van mieren. De website is opgezet door de California Academy of Sciences in 2002 en kostte 30.000 Amerikaanse dollars om deze te bouwen.